# Brizio Giustiniani
Brizio Giustiniani (Génova, 1713 – Génova, 1778) foi o 174.º Doge da República de Génova.

## Biografia
Giustiniani subiu ao poder a 31 de janeiro de 1775, o n.º cento e vinte e nove na sucessão bienal e o n.º cento e setenta e quarto na história republicana. A cerimónia de coroação na Catedral de San Lorenzo, devido às longas indecisões do novo Doge, julgado pelos historiadores da época como de natureza reservada e não propensa à pompa, ocorreu cinco meses após a proclamação oficial do Grande Conselho. O próprio Brizio Giustiniani pediu ao orador, um abade cisterciense, que não mencionasse a sua pessoa no discurso de inauguração. Após o seu mandato a 31 de janeiro de 1777, exerceu as funções de chefe do magistrado de guerra e posteriormente deputado da Marinha pela República de Génova. Aos 65 anos, Giustiniani morreu em 1778 na sua residência em Albaro.